# Wilhelm Raabe

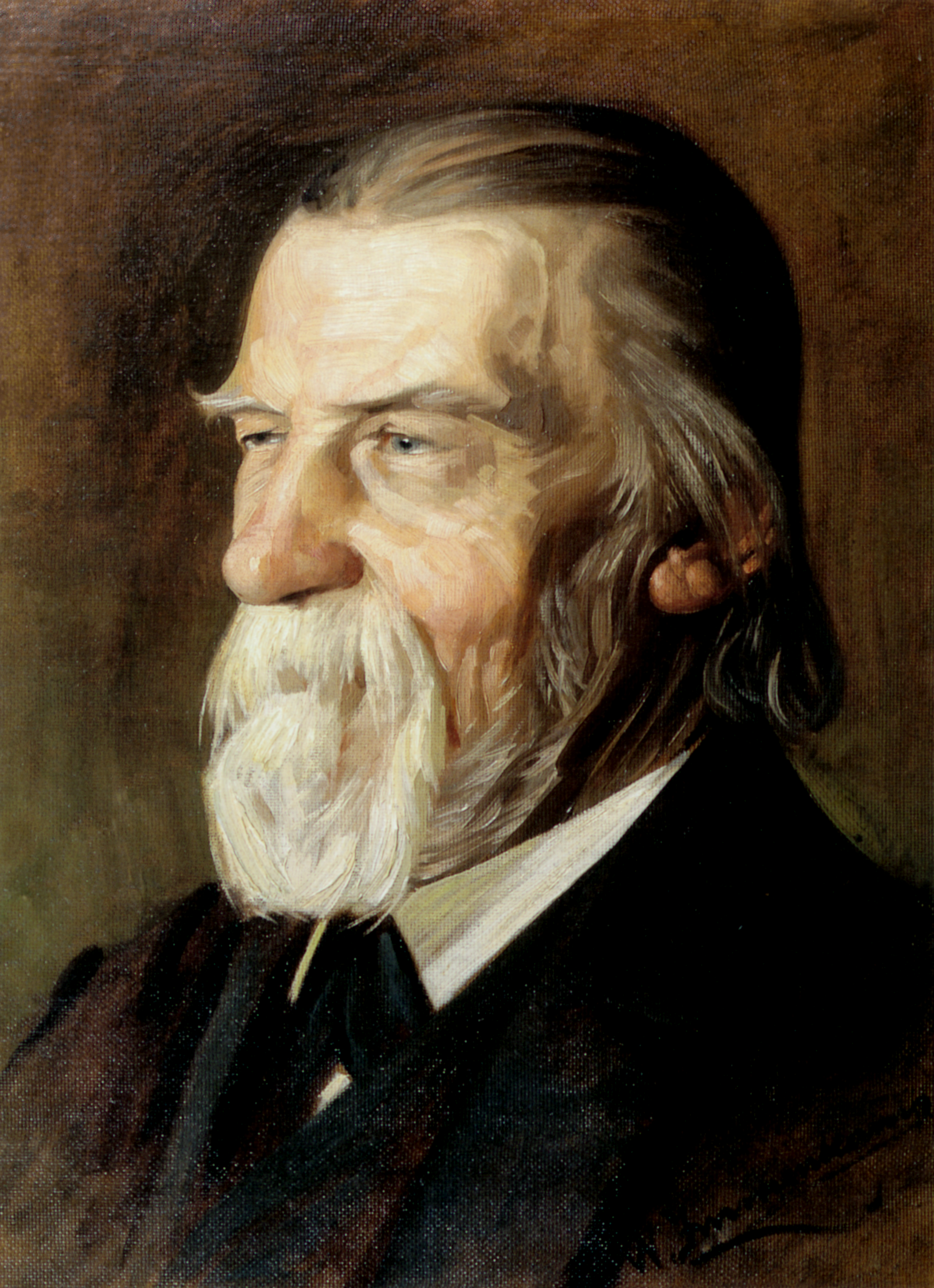
Wilhelm Raabe

Wilhelm Raabe (Eschershausen, 8 september 1831 – Brunswijk, 15 november 1910) was een Duitse schrijver van romans en novellen uit het poëtisch realisme.

## Leven
Raabe werd nabij Brunswijk geboren als zoon van een gerechtelijk beambte. Hij ging in Wolfenbüttel naar school, maar heeft het gymnasium niet afgemaakt. Zijn vader stierf in 1845. Raabe was van kindsbeen af in literatuur geïnteresseerd en besloot in 1849 hij bij een boekhandelaar in Maagdenburg in de leer te gaan. In 1854 poogde hij alsnog het secundair onderwijs af te maken, wat hem niet lukte. Toch ging hij naar de universiteit van Berlijn, en volgde er als vrij student colleges in de filosofie. Tijdens deze periode schreef hij, onder het pseudoniem Jakob Corvinus, een Bildungsroman, Die Chronik der Sperlingsgasse, die meteen een overdonderend succes werd. Daarop wilde hij professioneel schrijver worden; in zijn leven schreef hij, om den brode, aan de lopende band verhalen en romans. Zijn totale oeuvre omvat ruim 30 romans en 35 novelles. Volgens de mode uit die tijd werden ze voor de overgrote meerderheid gepubliceerd als feuilleton in tijdschriften.
In 1856 keerde Raabe naar Wolfenbüttel terug. Hij bleef literair zeer productief en ondernam in 1859 een studiereis naar Oostenrijk en het zuiden van Duitsland. Na zijn huwelijk in 1862 verhuisde hij naar Stuttgart, waar hij beïnvloed werd door onder anderen Vischer en Freiligrath. Gedurende zijn Stuttgartse periode schreef hij een trilogie, bestaande uit de romans Der Hungerpastor, Abu Telfan en Schüdderump. Na acht jaar keerde hij terug naar Brunswijk, en ook hier schreef hij een romantrilogie: Alte Nester, Stopfkuchen en Die Akten des Vogelsangs. Een lange rij novellen volgde nog, maar het baatte weinig voor zijn populariteit: de late Raabe werd miskend en aan tegen het einde van zijn leven was hij in de vergetelheid geraakt, wat hem frustreerde. Pas in de latere 20e eeuw kreeg men aandacht voor de rijpere werken van Raabe, die in vergelijking met zijn jeugdwerk duidelijk geëvolueerd was.
Raabes carrière, die door grote productiviteit en een grondig pessimisme gekenmerkt wordt, toont verschillende fasen. Uit zijn vroege werk, met Biedermeier-inslag, spreekt nog een gemoedelijke huiselijkheid, waarin de eenvoudige levensloop van volksmensen met zachte ironie wordt verhaald. Ook van historische stof maakte hij gebruik. Een van Raabes bekendste novelles, Die schwarze Galeere, gaat over het vrijheidsstreven van Nederland in de late 16de eeuw. Een groot voorbeeld voor Raabe was Jean Paul, die, net zoals hij, veel ironie en humor had gebruikt om alledaagse zaken te beschrijven. Naarmate de ontwikkeling van Raabe vorderde, werd hij echter steeds pessimistischer. Hij was aanvankelijk nationalist en verlangde naar een sterke Pruisische eenheidsstaat. Maar het bombastische imperialisme van de geïndustrialiseerde samenleving desillusioneerde hem: het streven naar geld en uiterlijk vertoon dat een gevolg was van politieke expansie, ging ten koste van de menselijkheid, terwijl dit uitgerekend het doel van de mens is. Ook leidde deze ontwikkeling niet tot meer vrijheid, wat hem als liberaal tegen de borst stuitte.
Geïnspireerd door Schopenhauer keerde de latere Raabe zich tegen de waan dat de mens in staat zou zijn grote maatschappelijke plannen door te voeren. Zijn verhalen hadden zonderlingen als hoofdpersonage, vereenzaamde of vervreemde figuren, die de façade van de samenleving overeindhouden, maar er tegelijk de nutteloosheid van inzien. Desalniettemin bleef de toon van de werken luchtig; een zekere humor was nooit ver weg. Zelf beschouwde Raabe Stopfkuchen als zijn beste werk; hier is de protagonist een ogenschijnlijk domme verschoppeling, die echter een nobele inborst heeft en door zijn omgeving niet begrepen wordt.
Raabe was een antireligieuze vrijdenker, wiens fundamentele scepsis tegenover de maatschappelijke ordening tijdens zijn leven abusievelijk als burgerlijke berusting werd geïnterpreteerd. Daar de tijdgeest in de aanloop naar de Eerste Wereldoorlog, die hij niet meemaakte, tegengesteld was aan zijn opvattingen, vond zijn oeuvre rond 1900 nauwelijks nog weerklank. Thans stelt men hem als romancier op hetzelfde niveau als Dickens, niettegenstaande het feit dat zijn werk internationaal veel minder bekend is.